# Stachyphrynium latifolium
Stachyphrynium latifolium är en strimbladsväxtart som först beskrevs av Carl Ludwig von Blume, och fick sitt nu gällande namn av Karl Moritz Schumann. Stachyphrynium latifolium ingår i släktet Stachyphrynium och familjen strimbladsväxter. Inga underarter finns listade.